# (24969) Lucafini
(24969) Lucafini est un astéroïde de la ceinture principale.

## Description
(24969) Lucafini est un astéroïde de la ceinture principale. Il fut découvert le 13 février 1998 à San Marcello Pistoiese par Luciano Tesi et Andrea Boattini. Il présente une orbite caractérisée par un demi-grand axe de 2,60 UA, une excentricité de 0,12 et une inclinaison de 14,1° par rapport à l'écliptique.

## Compléments